# Danny Trejo
Danny Trejo (/ˈtreɪhoʊ/ Espanhol: [ˈtɾeho]; Los Angeles, Califórnia, 16 de maio de 1944) é um ator americano. Ele já apareceu em filmes como Desperado, Heat e a série de filmes From Dusk Till Dawn. Com colaborador frequente e seu primo em segundo grau Robert Rodriguez, ele interpretou o personagem de Isador "Machete" Cortez, que foi originalmente desenvolvido para a série Spy Kids e mais tarde foi expandido em sua própria franquia de mesmo nome.
A carreira cinematográfica de Trejo começou em 1985, quando ele acidentalmente desembarcou no filme indie americano Runaway Train, onde interpretou o papel de um boxeador por uma taxa diária de 320 dólares. Ele passou a estrelar uma infinidade de outros filmes, incluindo Desperado, From Dusk till Dawn, Con Air, From Dusk Till Dawn 2: Texas Blood Money, From Dusk Till Dawn 3: The Hangman's Daughter, Reindeer Games, Anchorman: The Legend of Ron Burgundy e Grindhouse.

## Início da vida

### Infância
Trejo nasceu em 16 de maio de 1944, na Temple Street, no bairro de Echo Park, em Los Angeles, Califórnia, filho de pais mexicano-americanos. Ele é filho de Dolores Rivera King e Dionisio "Dan" Trejo, um trabalhador da construção civil. Trejo foi o resultado de um caso extraconjugal; O marido de Dolores estava fora lutando na Segunda Guerra Mundial. Seus pais se conheceram em um salão de dança em Highland Park, Los Angeles em 1943. Ele tinha uma meia-irmã materna, Dyhan, mas não a viu nem Dolores de 1949 a 1965; seu pai proibiu sua mãe de vê-lo depois que Trejo torceu o braço sob seus cuidados.
Trejo foi muitas vezes abusado por seu pai. Pouco depois de seu nascimento, Trejo e sua família viveram brevemente em San Antonio, Texas; eles fugiram de Los Angeles porque Dionisio era procurado pela polícia por esfaquear outro homem. Depois de um ano, eles voltaram para Los Angeles e o pai de Trejo se entregou. Em 1949, Trejo dividia um quarto com seus primos na casa de sua avó. Sua madrasta era Alice Mendias, "sua única fonte de conforto" quando morava com o pai.
Trejo usava maconha, heroína e cocaína aos 8, 12 anos. O tio de Trejo, Gilbert, o apresentou aos três e foi responsável pela overdose de Trejo em sua primeira dose de heroína. Quando tinha 13 anos, mudou-se para o bairro diversificado de Pacoima, Los Angeles, e se lembra de nunca ter experimentado racismo enquanto crescia. Anos depois, ele comprou sua casa de infância e muitas vezes morava nela.

### Vida de crime e encarceramento
Aos sete anos, Trejo participou de seu primeiro negócio de drogas. Ele foi preso pela primeira vez aos 10 anos de idade, mas experimentou seu primeiro encarceramento no Eastlake Juvenile Hall em 1956.
Ao longo da década de 1960, a vida de Trejo consistiu predominantemente em passagens intermitentes de prisão no sistema prisional da Califórnia. Os relatos de sua cronologia de prisão, porém, são notavelmente conflitantes; por um relato, seu termo final em custódia teria terminado em 1972, mas, na realidade, Trejo cumpriu pena em vários campos de delinquentes juvenis, incluindo três anos em Camp Glenn Rockey, San Dimas por mutilar um marinheiro (apunhalando-o no rosto com vidro quebrado), seguido por várias prisões da Califórnia entre 1959 e 1969; "Eu estava em San Quentin, Folsom, Soledad, Vacaville, Susanville, Sierra".
Enquanto fazia um período na prisão do condado de Los Angeles em 1961, ele conheceu Charles Manson, que ele descreveu como um "garoto branco sujo, gorduroso, esquelético" que supostamente era um hipnotizador talentoso.
Trejo chegou à Prisão Estadual de San Quentin em 1966, e seu uso de heroína foi exacerbado logo depois. Além disso, ele era um cobrador de dívidas e traficante de drogas, muitas vezes participando ou testemunhando atos de violência grave, incluindo assassinato. Simultaneamente, ele se concentrou no boxe e se tornou campeão nas divisões de peso leve e meio-médio de San Quentin.
Em relação a si mesmo, Trejo sugeriu que sua aparência física contribuiu para ele estar constantemente em apuros. Em 1968, um motim na prisão eclodiu durante o Cinco de Mayo em Soledad. Trejo acabou em confinamento solitário e enfrentando acusações de capital, potencialmente a pena de morte, depois de atingir um guarda com uma pedra. Na solitária, Trejo encontrou a fé e tornou-se membro de um programa de 12 passos, tendo assistido pela primeira vez "por acidente" aos 15 anos, e superou com sucesso seus vícios de drogas; lembrando em 2011 que esteve sóbrio nos 42 anos anteriores. Foi também enquanto encarcerado que ele conseguiu seu diploma do ensino médio.
Em julho de 1969, Trejo foi libertado da custódia pela última vez e voltou para Pacoima, Los Angeles, depois de ter cumprido cinco anos de uma sentença de 10 anos de prisão. Antes de sua carreira no cinema, Trejo trabalhou como capataz de trabalho para o desenvolvedor Saul Pick, e contribuiu para a construção do Cinerama Dome. Ele também era jardineiro e vendedor; co-proprietário de uma empresa de tratamento de gramado, e tem sido um conselheiro de uso indevido de substâncias desde 1973.

## Carreira

### 1980: estréia como ator

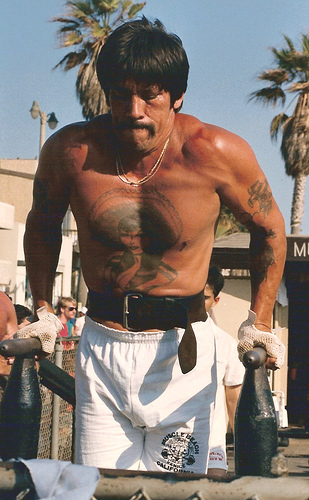
Trejo na Muscle Beach, por volta de 1986.

Trejo trabalhou com a Western Pacific Med Corp na década de 1980, auxiliando-os no estabelecimento e operação de residências sóbrias no Vale de San Fernando. Ele conheceu um "garoto tatuado bonito" durante uma reunião em uma dessas casas, que explicou que ele trabalhava como figurante de um filme e recebia US$ 50 por dia para ficar lá. Intrigado, Trejo considerou se tornar um figurante do filme, inicialmente devido ao dinheiro fácil e publicidade que poderia pagar seu trabalho com a Western Pacific Med Corp. Trejo assinou com um agente e entregaria seus detalhes enquanto trabalhava nos sets de filmagem, na esperança de encontrar mais oportunidades para ajudar os necessitados. Tarde da noite, Trejo recebeu uma ligação de um paciente adolescente, pedindo sua ajuda para lidar com problemas de cocaína no set de Runaway Train (1985).
Enquanto estava lá, lhe foi oferecido um trabalho como figurante nas cenas da prisão do filme. Edward Bunker, ele mesmo um ex-presidiário e na época um respeitado autor de crimes que estava escrevendo o roteiro do filme, reconheceu Trejo, com quem ele havia cumprido pena em San Quentin. Lembrando as habilidades de boxe de Trejo, Bunker desempenhou um papel fundamental em garantir Trejo como personal trainer e conselheiro de boxe de Eric Roberts. Trejo recebia entre US$ 320 e US$ 350 por dia; "Quando recebi meu primeiro pagamento, pensei que eles cometeram um erro!" Bunker também convenceu o diretor Andrei Konchalovsky para oferecer a Trejo um pequeno papel de ator, afirmando que as experiências pessoais de encarceramento de Trejo dariam autenticidade ao drama da prisão. Após sua estréia como ator, Trejo foi alheio a ser rotulado como prisioneiro em papéis semelhantes nos anos seguintes; "Eu [não] sabia que estava sendo estereotipado. Só sabia que estava trabalhando."
Penitentiary III foi seu primeiro papel faturado. Durante as filmagens ele conheceu Anthony Gambino da Gambino Crime Family; Gambino supostamente tinha interesses financeiros investidos e estava lá para conhecer o protagonista, Leon Isaac Kennedy. Trejo recebia $ 120 em dinheiro por dia, mas o projeto muitas vezes chegava a horas extras; "Estávamos cheios de dinheiro." Em um bom mês, Trejo estava levando para casa até US$ 700 em 1989 por ser um extra sozinho; no entanto, as pessoas muitas vezes assumiam que ele era muito mais rico depois de algumas aparições na televisão. Trejo diz que isso funcionou a seu favor como conselheiro de drogas, porque os clientes o reconheceriam como ator, portanto, apreciando ainda mais sua presença e a humildade de seu trabalho.

#### 1990:Blood In, Blood Oute progressão na carreira
Trejo havia feito uma dúzia de filmes em 1990, incluindo Death Wish 4: The Crackdown e Marked for Death. Ele gostou da produção de Guns, mas alega que Erik Estrada teve problemas com o elenco e a equipe sendo mais familiarizados com Trejo do que ele. Trejo diz que o ego de Estrada levou a melhor sobre ele; ele acredita que Estrada providenciou para que Trejo e vários outros voassem de ônibus em vez de primeira classe a caminho do Havaí para as filmagens.
Em 1991, Edward James Olmos ofereceu-lhe originalmente o papel de Pedro Santana em American Me. Trejo não se impressionou com o roteiro e seu encontro inicial com Olmos. Trejo afirma que rumores começaram a circular dentro da máfia mexicana de que o roteiro estava tomando liberdades narrativas. Antes que Trejo tivesse a chance de participar de uma segunda reunião com Olmos, ele recebeu uma ligação de Joe 'Peg Leg' Morgan, o então chefe da máfia mexicana; Morgan aprovou sua escolha de um papel em Blood In, Blood Out em vez de American Me. Em 2021, Trejo afirmou que acredita que Olmos ainda não o aceitou como um ator sério.
De suas experiências de Blood In, Blood Out, Trejo se lembra de se sentir desconfortável com muitos dos outros atores durante os ensaios, pois eles estavam mais estabelecidos. Durante a produção em San Quentin, Trejo muitas vezes teve flashbacks de seu tempo lá; filmar cenas em C550, sua antiga cela, apenas exacerbou tais sentimentos. Embora seus trabalhos anteriores tenham lhe trazido oportunidades, Trejo credita Blood In, Blood Out como tendo lhe trazido "fama legítima e mundial".
Trejo encontrou um novo agente de talentos com a ajuda de Raymond Cruz. Ele foi escalado pela primeira vez em um episódio de Baywatch, seguido por uma parte em Last Light de 1993, estreia na direção de Kiefer Sutherland.
Heat passou por duas revisões de roteiro enquanto Trejo lia para o papel. Ele finalmente garantiu o papel, que o reuniu com Michael Mann, que o dirigiu na minissérie de televisão Drug Wars: The Camarena Story alguns anos antes. Mann inicialmente confundiu Trejo com seu tio Gilbert; ele achou a semelhança estranha, tendo conhecido Gilbert enquanto filmava The Jericho Mile em Folsom no final dos anos 1970; a produção exigia a cooperação dos presos, e Gilbert passou a ser um dos atiradores. O personagem de Trejo no filme foi inicialmente chamado de 'Vince', mas renomeado 'Trejo' em homenagem a Gilbert. As filmagens podem durar mais de 17 horas por dia, mas Trejo disse estar grato pelo quanto aprendeu; "assistindo De Niro, Kilmer e Voight, aprendi muito sobre como eles guardavam [suas performances] para quando importava." Ele se lembra de ter sido orientado por Robert De Niro, que era um parceiro de cena paciente e instrutivo. Trejo e De Niro improvisaram a cena da morte do primeiro.
Em 1996, Trejo foi escalado para a produção francesa Le Jaguar (que era francês para The Jaguar) e se reuniu com Voight para Anaconda, ambos filmados em Manaus, Brasil. Quando a produção de Anaconda se mudou para a Venezuela, Trejo saía para socializar em seus dias de folga. Os produtores estavam preocupados, pois um possível golpe de estado havia tornado partes do país inseguras para viajar; um grupo de adolescentes brandiu uma AK47 em uma ocasião, exigindo as botas de combate de Trejo. Por causa disso, Trejo diz que negociou um salário mais alto para permanecer dentro dos limites de seu hotel.
Trejo descreveu Con Air de 1997 como um "festival machista desde o início" e o elenco costumava pregar peças um no outro. Ele se lembra de Nicolas Cage como sendo "legal como o inferno" e John Cusack como um "fodão do kickboxing". Trejo conheceu muitos de seus amigos de longa data no set, incluindo: John Malkovich, Ving Rhames, Steve Buscemi e Dave Chappelle.

#### 2000: susto com a saúde,Spy Kidse o estabalecimento de 'Machete' Cortez

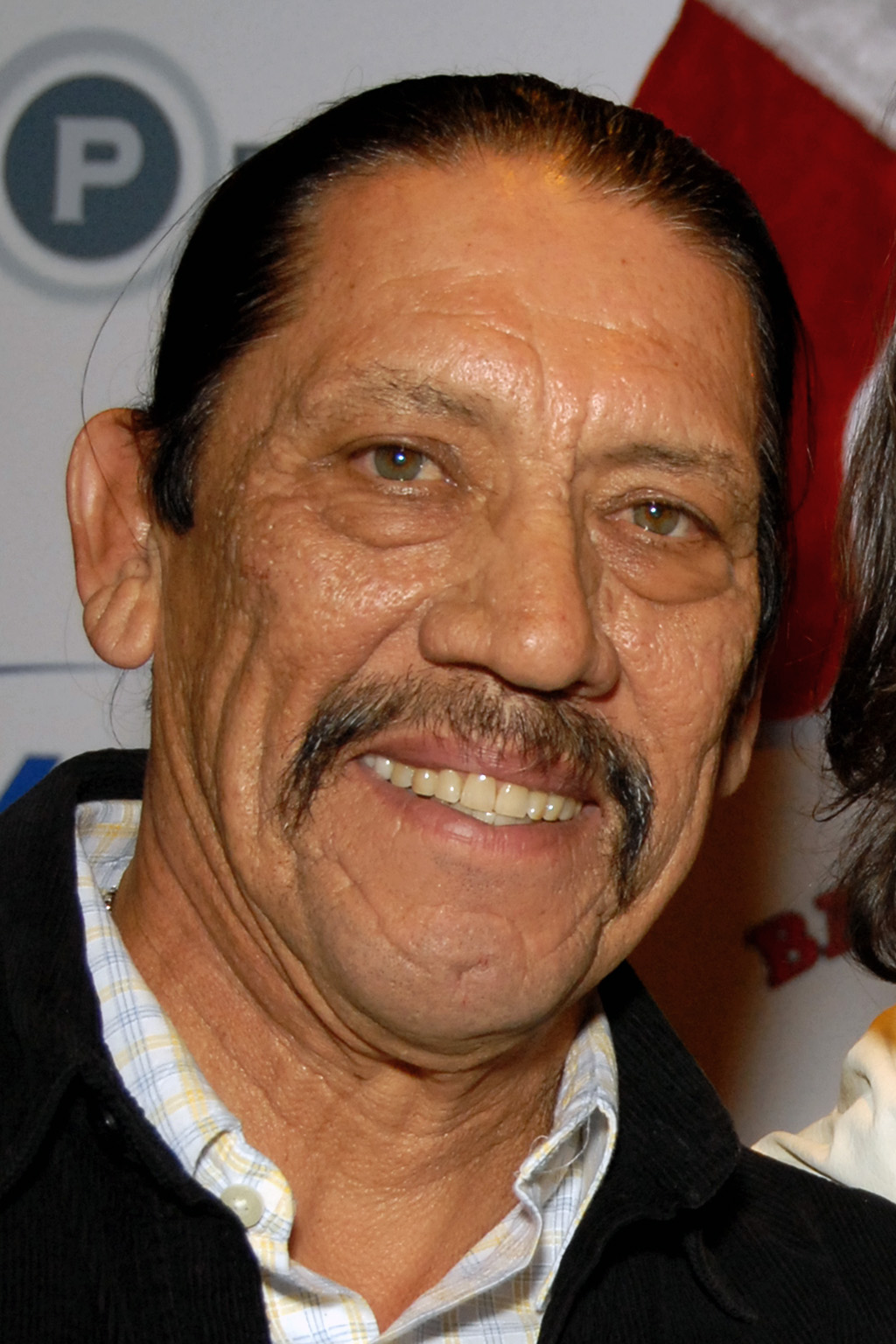
Trejo em dezembro de 2009

Depois de concluir a Animal Factory em 1999, ele contraiu Hepatite C e "teve que arrastar [sua] bunda" do Canadá para Austin, Texas, para começar a filmar Spy Kids em 2000. Spy Kids marcou a estreia de Trejo como o personagem fictício Isador 'Machete' Cortez . Já tendo feito Desperado e From Dusk Till Dawn juntos, a oportunidade de colaborar com Robert Rodriguez, Antonio Banderas e Cheech Marin mais uma vez "parecia [uma] reunião de família". Spy Kids deu a Trejo reconhecimento mundial e pela primeira vez ele foi "instantaneamente reconhecível" entre as crianças ao redor do mundo.
Na época de Bubble Boy em 2001, sua doença progrediu a tal ponto que grande parte do elenco notou sua perda de peso; Trejo afirma que seu uso de drogas no passado o alcançou. Ele se descreveu como pálido e fraco durante toda a produção, e preocupado em manter seu diagnóstico em segredo dentro de Hollywood por medo de represálias. Trejo estava "fora disso" e lutando para lembrar suas falas devido à medicação prescrita. Quando Spy Kids estreou em setembro de 2002, Trejo havia se recuperado totalmente.
Ao longo dos anos 2000, Trejo apareceu em produções como: XXX, Once Upon a Time in Mexico, Anchorman: The Legend of Ron Burgundy, The Devil's Rejects, Snoop Dogg's Hood of Horror, Delta Farce, Grindhouse, Rob Zombie's Halloween, Urban Justice (ao lado de Steven Seagal) e Valley of Angels. Ele também fez várias aparições na televisão, incluindo: Monk, Desperate Housewives , Stargate: Atlantis e Breaking Bad. Trejo também dublou o personagem Enrique em King of the Hill. Sua vida está documentada no filme biográfico independente, Champion, com alguns dos amigos íntimos de Trejo: Dennis Hopper, Val Kilmer, Steve Buscemi e Robert Rodriguez. Trejo também compartilhou sua tumultuada jornada de condenado a estrela de cinema com a KTTV em Los Angeles, 2013, em um segmento filmado na casa de Trejo.

#### 2010: Tornando-se um ator principal

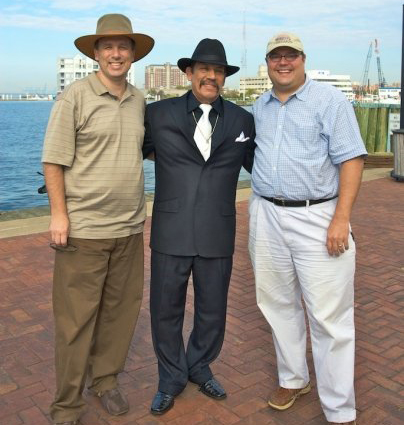
Trejo no set de The Bill Collector, 2010

Sobre seu crescimento contínuo como ator profissional, Trejo comentou: "Sou tão abençoado. Ainda estou com medo de que alguém me acorde e diga: 'Ei, ainda estamos na prisão. Vamos comer'". Trejo também interpretou 'Machete' em um trailer feito para a colaboração de Rodriguez com Quentin Tarantino, Grindhouse. Em 2010, ele estrelou um lançamento teatral completo do filme Machete, baseado no personagem Isador 'Machete' Cortez e novamente em 2013 para a sequência do filme, Machete Kills.
Em 2011, ele apareceu no filme de ação Recoil como Drayke Selgado, com o lutador e ator da WWE Steve Austin e desempenhou o papel do Estripador em Cross .
Em 2012, Trejo estrelou ao lado de Ron Perlman e Charles S. Dutton no filme de ação de Craig Moss, Bad Ass. Ele interpretou o personagem principal do veterano do Vietnã Frank Vega, baseado no "Epic Beard Man" Thomas Bruso, de 67 anos. Nesse mesmo ano, Trejo apareceu novamente com Ron Perlman, em um papel coadjuvante como Romero 'Romeo' Parada na quarta temporada do drama de televisão Sons of Anarchy, da FX.
Em 2014, Trejo produziu seu primeiro filme, intitulado Ambition, e produziu seu segundo filme, o filme de ação Bad Asses.
Em 2015, Trejo apareceu em um comercial de televisão para Snickers que foi ao ar durante o Super Bowl XLIX, no qual ele interpretou Marcia Brady antes de comer a barra de chocolate Snickers. Em 2016 e 2017, ele apareceu como ele mesmo em disfarces transparentes em anúncios de TV para Sling TV.
Em 2017, Trejo desempenhou o papel de 'Muerte' em Cross Wars e no filme de 2019 Cross: Rise of the Villains, respectivamente.
Trejo apareceu em Hell's Kitchen como convidado no jantar final da 16ª temporada e como juiz convidado na 21ª temporada de Hell's Kitchen: Battle of the Ages.
Em 6 de agosto de 2017, Trejo fez uma aparição na terceira temporada do programa de TV animado Rick and Morty, no episódio "Pickle Rick", no qual ele dublou o papel de Mr. Jaguar. Junto com Sasha Grey, foi ator principal em China Test Girls (2017), dirigido por Frankie Latina. Nesse mesmo ano, ele também apareceu em Brooklyn Nine Nine como o pai da detetive Rosa Diaz em um episódio centrado na luta de Diaz para se assumir para sua família.
No programa de TV The Flash, ele apareceu como o pai do interesse amoroso de Cisco, Gypsy. Seu personagem funciona como um invasor (um caçador de recompensas interdimensional) que pode manipular o tecido do espaço-tempo e viajar para mundos paralelos, tendo sua primeira aparição no episódio "Elongated Journey Into Night", da 4ª Temporada.
Em 2019, Trejo interpretou os papéis de José em Wish Man, Eduardo Hernandez em Grand-Daddy Day Care, Miguel em The Short History of the Long Road, Carlos em The Outsider, Ele mesmo em Madness in the Method, Grave-digger em Bullets of Justice, Rondo em 3 From Hell e ele mesmo em Slayer: The Repent less Killogy.
Também em 2019, Trejo teve papel coadjuvante no filme Acceleration, como Santos. E dublou o papel de Clint Beltran em Family Guy no episódio "Shanksgiving".

#### 2020: Presente
Em 2021, Trejo competiu na quinta temporada de The Masked Singer como "Raccoon" e foi eliminado em sua segunda aparição. Trejo mais tarde mencionou na entrevista que ele "não conseguia parar de rir" depois que o painel pensou que "Raccoon" foi originalmente interpretado por Danny DeVito.
Nesse mesmo ano, ele apareceu na sexta temporada de Running Wild with Bear Grylls no episódio "Danny Trejo in the Moab Desert". E retratou uma das muitas formas de Mr. World nos dois primeiros episódios da terceira e última temporada de American Gods. Em 2021, Trejo interpretou o Fantasma de Huet na comédia de marionetes da Disney+ especial de Halloween Muppets Haunted Mansion.
Em 2022, Trejo fez sua estréia oficial de Star Wars na série de televisão ocidental do espaço Disney+ The Book of Boba Fett como um guardião do Rancor no episódio "Chapter 3: The Streets of Mos Espa".

### Jogos
Em 2004, Trejo fez uma aparição no videogame Def Jam: Fight for NY, interpretando um dos vilões, um executor do personagem de Snoop Dogg. O personagem de Trejo tem o nome dele e usa o estilo de luta de rua e foi um lutador em destaque e um personagem jogável.
Em 2006, Trejo reprisou o papel no videogame de PSP que foi intitulado Def Jam Fight for NY: The Takeover.
Trejo emprestou sua voz para Grand Theft Auto: Vice City e Grand Theft Auto: Vice City Stories para o personagem Umberto Robina, que também se assemelha a Trejo.[carece de fontes?] Ele também dublou Raul Alfonso Tejada, um Ghoul, em Fallout: New Vegas.
Trejo apareceu no jogo de PlayStation Move The Fight: Lights Out como Duke, o instrutor do personagem do jogador. Ele apareceu como ele mesmo na segunda instalação do pacote de mapas para Call of Duty: Black Ops (2010), o pacote de mapas "Escalation", no mapa zumbi "Call of the Dead".
Sua voz e aparência estão no jogo Guns of Boom.[carece de fontes?] Ele só pode ser visto na introdução do jogo de ação esportivo de tiro em primeira pessoa que foi intitulado Greg Hastings Tournament Paintball MAX'D ("Play for Real", B-Real & DJ Lethal). Em 2019, ele foi adicionado como personagem jogável ao modo battle royale de Call of Duty: Black Ops 4.
Em 2019, ele participou de promoções para Magic: The Gathering Arena, junto com Sean Plott.
Em 2021, Trejo tem uma participação especial no jogo de expansão DLC Far Cry 6: Danny and Dani vs. Everybody.
Em 2022, Trejo também tem uma participação especial no jogo de skate em plataforma 2D OlliOlli World, aparecendo no fictício Radlandia.[carece de fontes?] Ele também aparece como Machete no 3º DLC para o jogo Scum.

### Vídeos de música
Trejo fez várias aparições em vários videoclipes ao longo de sua carreira, incluindo Kid Frost - "La Familia", Sepultura - "Twisted", curta-metragem de Jay Chou "Double Blade", Mobb Deep - "Got It Twisted”, Rehab - “Bartender Song (Sittin' at a Bar)”, Enrique Iglesias - “Loco”, Tyga - “MAMACITA ft. YG, Sanata” e YG - “I Dance ft. Duki, Cuco”
Ele também apareceu no videoclipe da artista adulta Lupe Fuentes "We Are the Party" com sua banda, The Ex-Girlfriends. Em 2014, ele apareceu como o personagem Machete no videoclipe oficial de "Angel In Blue Jeans" do Train. Em 2015, Trejo apareceu nos videoclipes "Repentless" e "Pride in Prejudice" do álbum Repentless do Slayer.
Plastilina Mosh, uma banda mexicana de rock alternativo, prestou homenagem a ele com sua música "Danny Trejo", apresentada em seu álbum All U Need Is Mosh.

### Literatura
Trejo é mencionado no romance de Charlie Higson, The Fear.
Trejo foi colaborador do livro Prison Ramen: Recipes and Stories from Behind Bars. Ele também é mencionado na autobiografia da prisão de Edward Bunkers 'Education of a Felon' (intitulada 'Mr. Blue' na Inglaterra), chamando-o de Rona Barrett de San Quentin porque Danny sabia de todas as fofocas.
Em 2020, ele publicou um livro de receitas intitulado Trejo's Tacos: Recipes and Stories from LA , compartilhando receitas e histórias de sua vida.
Em 2021, Trejo publicou seu livro de memórias Trejo: My Life of Crime, Redemption, and Hollywood , co-escrito com seu amigo de longa data Donal Logue. O livro estreou em quarto lugar na lista de best-sellers de não ficção do The New York Times na semana que terminou em 10 de julho de 2021.

### Restaurantes
Ao longo dos anos, a Trejo abriu uma série de restaurantes de sucesso em Los Angeles. Em janeiro de 2016, eles incluíam um restaurante de tacos na La Brea Avenue, em Los Angeles, suas próprias marcas de cerveja, café e várias mercadorias, com sanduíches de sorvete em desenvolvimento. Seu primeiro foi Trejo's Tacos, seguido por Trejo's Cantina e Trejo's Coffee and Donuts. O Trejo's Donuts está localizado na esquina nordeste da Santa Monica Blvd e da Highland Avenue. A partir de 2020, ele é dono de oito restaurantes.
Em 2017, os tacos de couve-flor arco-íris entraram na lista do Los Angeles Times das 10 receitas mais favoritas de 2017. Os restaurantes são supervisionados pelo chef executivo Mason Royal. A partir de 2018, seu empreendimento mais recente seria a expansão de um food truck de donuts em Las Vegas, Nevada.

### Artes marciais
Em 2019, Trejo tornou-se locutor de ringue da liga de karatê de contato completo Karate Combat na temporada Karate Combat: Hollywood. Depois disso, ele recebeu uma aula de karatê do sensei Karate Combat e ex-campeão do UFC Georges St-Pierre.

## Vida pessoal
Eu tentei fazer as pazes com as mulheres com quem me envolvi simplesmente porque não era culpa delas. Eu estava quebrado."

— Trejo discutindo relações passadas e infidelidades com o USA Today, julho de 2021.
Trejo foi casado e divorciado quatro vezes e tem três filhos.
Em 1962, após sua libertação da Youth Training School, supostamente uma das prisões juvenis mais notórias da Califórnia, ele conheceu sua primeira esposa, Laura. Seus pais não aprovaram seu relacionamento e eles se casaram no quintal da casa da família de Trejo. Trejo acredita que seu uso de drogas e estilo de vida criminoso contribuíram para o fim de seu casamento; Laura pediu o divórcio durante seu segundo confinamento na Youth Training School.
Ele foi casado com Debbie de 1971 a 1975 (4 anos), e com Joanne de 1975 a 1978 (3 anos).
Trejo tem três filhos: Danny (nascido em 1981), ator e diretor Gilbert (nascido em 1988) e a atriz Danielle (nascida em 1990). Seu filho mais velho, apelidado de "Danny Boy", é de um relacionamento com Diana Walton; estiveram juntos de 1978 a 1983 (5 anos). Seus dois últimos filhos são de um relacionamento com Maeve Crommie. Eles estiveram juntos de 1986 a 1997 (11 anos), e ele também a ajudou a criar seus dois filhos de um relacionamento posterior.

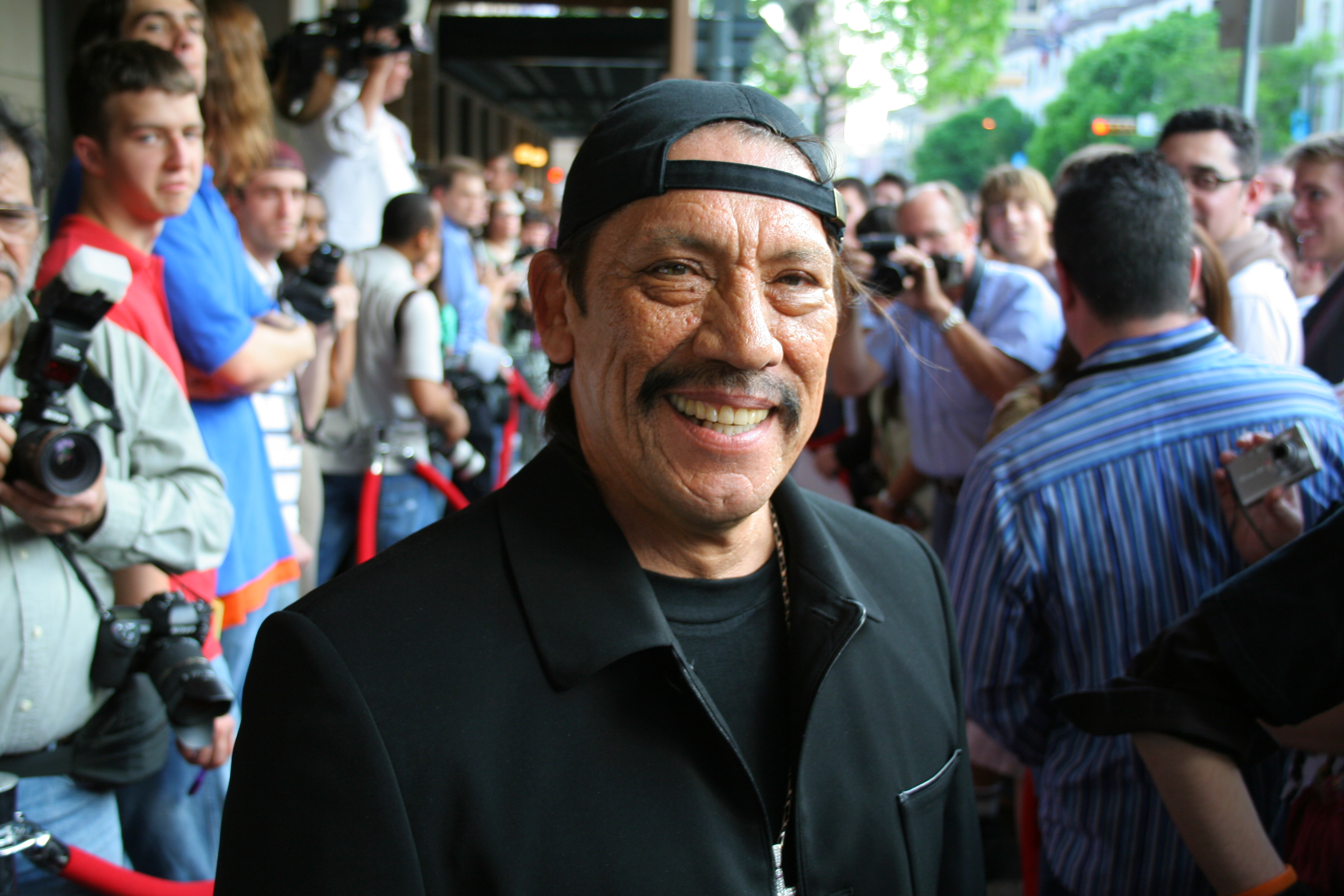
Trejo em 2007

Em 1997, casou-se com Debbie Shreve; eles se separaram em 2005 e ele pediu o divórcio em 2009.
Trejo é democrata. Seu primo em segundo grau é o cineasta Robert Rodriguez, embora os dois não soubessem que eram parentes até as filmagens de Desperado.
Trejo lutou contra um câncer de fígado em 2010. Em 2011, ele se mudou para San Fernando Valley para ficar mais perto de sua mãe depois que ela sofreu uma lesão no joelho; ela morreu em 2013. Antes disso, ele morava em Venice, um bairro de Los Angeles, Califórnia. Em agosto de 2019, ele testemunhou um carro colidindo com um SUV em um cruzamento e ajudou a retirar uma criança de cinco anos presa em um assento de segurança infantil dentro do SUV capotado. Em relação ao incidente, ele foi citado dizendo: "Tudo de bom que aconteceu comigo aconteceu como resultado direto de ajudar outra pessoa. Tudo."
Trejo é conhecido por sua aparência distinta. Além de seu rosto fortemente marcado, com cicatrizes de acne cística e brigas de boxe, e o cabelo comprido e bigode que ele costuma usar, ele exibiu a grande tatuagem em seu peito (representando uma mulher – uma Charra vestindo um sombrero) para muitos papéis.
Trejo é um fã apaixonado do Los Angeles Rams que remonta ao seu mandato original em Los Angeles. Trejo afirma que, quando criança, costumava passar pelas cercas de segurança do LA Coliseum para assistir aos jogos dos Rams. Ele frequentemente assiste a jogos e campos de treinamento da equipe.
Durante as filmagens de Blood In, Blood Out em San Quentin, Trejo conheceu Mario Castillo, um prisioneiro no meio do vício em drogas. Trejo o ajudou a superar seu vício, e eles se tornaram bons amigos após a libertação de Castillo da prisão. Desde então, eles conversaram juntos em centros de detenção juvenil e centros de recuperação em toda a Califórnia.